# Терни (Кривий Ріг)
Терни́ — історичний район Кривого Рогу, колишнє робітниче селище та місто у 1958—1969 у складі Тернівського району міста Кривий Ріг.
23 травня 1969 року відповідно до Указу Президії Верховної Ради Української РСР № 176 «Про утворення районів в окремих містах Української РСР», у місті Кривому Розі був утворений Тернівський район (за рахунок частини території Жовтневого району) і місто Терни було включено в смугу міста Кривого Рогу.

## Житлові масиви Тернівського району
Включно з частиною, яка до 1969 року входила до складу Жовтневого району Кривого Рогу:
- 17-й квартал
- 9-й квартал
- Божедарівка
- Веселі Терни
- Володимирський
- Горького
- Гірницьке
- Даманський
- Закарпатський
- Краматорівка
- Леніна
- Новоіванівка
- Олексіївка
- Рози Люксембург
- Рокувата
- Тернуватий Кут

## Головні вулиці
- вулиця Івана Сірка (Терни)
- вулиця Адмірала Головка (Даманський)
- вулиці Олексія Солом'яного і Каширська (Веселі Терни)
- вулиця Сергія Колачевського (Закарпатський)
- вулиці Мусоргського, Степова, Федьковича (Божедарівка)
- вулиця Семипалатинська (Краматорка)

## Населення
| Рік  | Осіб  |
| ---- | ----- |
| 1966 | 28000 |

## Промисловість
- РУ ім. Рози Люксембург
- РУ ім. Леніна

## Галерея

Братська могила «Не пройдуть» у Тернах